# MACHO
MACHO (от Massive compact halo object) – „мачо“ в астрономията е общото име давано на всеки обект, който би могъл да обясни наличието на тъмна материя в галактическите хало-та.
MACHO-тата са малки парчета от нормална барионна материя, които излъчват малко или никакви електромагнитни вълни и се носят в междузвездното пространство без да са част от никоя слънчева (звездна) система. Понеже не излъчват собствена светлина, мачо-тата са трудни за засичане с апаратура. Понякога могат да представляват черни дупки или неутронни звезди, както и кафяви джуджета или свободни (самотни) планети. Бели джуджета и много бледи червени джуджета също са предлагани за кандидат-MACHO-та.
Други видове MACHO се наблюдават, когато MACHO-то премине пред звезда и гравитацията му изкриви траекторията на светлината от звездата – правейки звездата да изглежда по-малка и по-ярка. Това е пример за гравитационна леща и още по-точно за гравитационна микролеща.